# ダヴィド・リナレス
ダヴィド・リナレス（David Linarès、1975年10月5日 - ）は、フランス・ロン＝ル＝ソーニエ出身の元サッカー選手、現サッカー指導者。ディジョンFCO監督。ポジションはミッドフィールダー。